# Caccobius ivorensis
Caccobius ivorensis är en skalbaggsart som beskrevs av Yves Cambefort 1984. Caccobius ivorensis ingår i släktet Caccobius och familjen bladhorningar. Inga underarter finns listade.